# Harry Halm

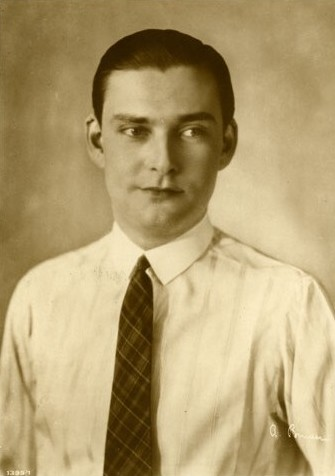
Harry Halm in 1927.

Harry Halm född 17 januari 1901 i Berlin död november 1980 i München, tysk skådespelare.

## Filmografi (urval)
- 1927 – Bara en danserska
- 1926 – Flickorna Gyurkovics